# Madane, Channarayapatna
Madane là một làng thuộc tehsil Channarayapatna, huyện Hassan, bang Karnataka, Ấn Độ.